# 12343 Мартінбіч
12343 Мартінбіч (12343 Martinbeech) — астероїд головного поясу, відкритий 26 лютого 1993 року.
Тіссеранів параметр щодо Юпітера — 3,373.